# 英徳紅茶
英徳紅茶（えいとくこうちゃ）は、中華人民共和国広東省英徳市で生産されている紅茶。英紅とも呼ばれる。
英徳市周辺では古くから紅茶が作られてきた。
中国茶の紅茶には「小種紅茶（しょうしゅこうちゃ）」、「工夫紅茶（くんぷーこうちゃ）」、「紅砕茶（こうさいちゃ）」の3種類があるが、英徳紅茶は祁門紅茶と同じく工夫紅茶に分類される。
ながらく「英徳9号」という品種が使われていたが、近年は鉄観音用に栽培されていた「鴻雁12号」という品種が紅茶にも向くということで急激に生産量を増やしている。

## 歴史
英徳では、中華民国時代には小葉種を用いた紅茶の生産を行っていた。
本格的な紅茶栽培は、1950年代になって英徳農場が作られてからで、雲南から大葉種、福建省から水仙種が導入された。1959年には茶葉試験場（現・広東省農業科学院茶葉研究所）が設立され、1960年には紅茶の輸出が開始されて、外貨獲得の重要物資となる。
その後、英徳紅茶はイギリス王室で称賛されたことで、1970年代には世界60か国に輸出されるまでになった。
1990年代になると英徳紅茶は輸出競争力が無くなって、市場からも姿を消した。
2010年以降、広東州では「英紅9号」という名称で英徳紅茶を省を挙げて宣伝するようになり、中国国内での知名度も高まっている。
2016年に打ち上げられた有人宇宙船・神舟11号には英紅9号の種子も搭載されており、持ち帰られた種子のうち、4つが発芽し、育っている。これらは、普通の葉と比べて、丸い形になっていたとされる。

## 茘枝紅茶
茘枝紅茶（らいちこうちゃ）は、英徳紅茶をベースとし、ライチの果肉や果汁で香りづけしたフレーバーティーである。
ライチの甘味と香りが楽しめる。